# HARPEX
Der HARPEX (Harper Petersen Charterraten Index) wird vom Schiffsmakler Harper Petersen & Co in Hamburg veröffentlicht und bildet die weltweite Preisentwicklung am Chartermarkt für Containerschiffe ab.

## Konzept
Der HARPEX stellt den Containermarkt für Charterraten (Mietpreis für ein Schiff pro Tag) repräsentativ dar. Der ursprüngliche Index wurde 2004 von Mitarbeitern von Harper Petersen & Co. und der Nordcapital-Holding in Zusammenarbeit mit Ökonomen, Schifffahrtsexperten und Wissenschaftlern des Fachbereichs Seefahrt der Fachhochschule Oldenburg/Ostfriesland/Wilhelmshaven entwickelt und auf Basis eines Datenpools bis 1986 zurückgerechnet. Im Jahr 2011 wurde der Index überarbeitet und nach der neuen Berechnungsmethode auf monatlicher Basis bis 2001 zurückgerechnet. Im Jahr 2017 wurde der Index um zwei weitere Schiffsklassen ergänzt.
Seit 2011 werden insgesamt 7 Schiffsklassen im Bereich der Feederschiffe (700 TEU) bis zur Panamaxklasse (4.250 TEU) berücksichtigt. Der ursprüngliche HARPEX setzte sich bis 2010 aus 8 Schiffsklassen zusammen (750 TEU bis 5.200 TEU). Auf Grundlage der Einzelindizes wird ein Gesamtindex erstellt. Seit 2017 werden 9 Schiffsklassen im Bereich der Feederschiffe (700 TEU) bis zur Post-Panamaxklasse (8.500 TEU) berücksichtigt.
In die Berechnungen fließen die Kriterien Geschwindigkeit sowie minimale und maximale Laufzeit ein. Berücksichtigung finden alle innerhalb einer Woche am weltweiten Zeitchartermarkt getätigten Abschlüsse. Eine Gewichtung nach der Schiffsanzahl und kostendeckenden Charterraten findet jährlich statt. In die Indexberechnung wird nur die am Schiffsmarkt verfügbare Tonnage einbezogen. Dadurch werden die größeren Schiffsklassen stärker gewichtet und der Chartermarkt realistischer dargestellt.
Die Charterraten werden ausschließlich aus den Angaben von Schiffsmaklern, Reedern und Charterern ermittelt. In den Preis fließen nur die reale Nachfrage und das reale Angebot für Containerschiffe ein. Im Gegensatz zu den Wirtschaftsdaten unterliegen die Daten des HARPEX keinen nachträglichen Änderungen. Mit der Methode, wie der Index ermittelt wird, sind Manipulationen nicht möglich.

## Zusammensetzung
Der HARPEX setzt sich aus 7 Schiffsklassen zusammen. Die Tabelle zeigt die Schiffstypen und deren Ladekapazität in TEU, deren Tragfähigkeit in dead weight tonnage (dwt) und deren Geschwindigkeit in Knoten (kn).
| Index   | Ladekapazität in TEU | Tragfähigkeit in dwt | Ladegeschirr | Geschwindigkeit in kn |
| ------- | -------------------- | -------------------- | ------------ | --------------------- |
| Class 1 | 700                  | 8.400                | nein         | 17                    |
| Class 2 | 1.100                | 14.000               | ja           | 19                    |
| Class 3 | 1.700                | 22.000               | ja           | 19                    |
| Class 4 | 2.500                | 34.000               | ja           | 22                    |
| Class 5 | 2.700                | 37.000               | nein         | 22                    |
| Class 6 | 3.500                | 42.000               | nein         | 22                    |
| Class 7 | 4.250                | 50.000               | nein         | 23                    |

## Konjunkturindikator
Da der HARPEX die Charterraten (Schiffsmieten) für Containerschiffe ermittelt, misst er präzise die Nachfrage an Containertransporten und damit das Volumen des Welthandels der Gegenwart. Während der Baltic Dry Index (BDI) die Frachtraten von Rohstoffen, der Vorstufe der Produktion, erfasst, bildet der HARPEX spätere Stufen der wirtschaftlichen Entwicklung ab, wenn aus den Rohstoffen Halbfertig- oder Fertigprodukte entstanden sind. So ist der Baltic Dry Index ein Frühindikator für konjunkturelle Entwicklungen, der HARPEX dagegen ein Indikator für den aktuellen Zustand des Welthandels und der Weltwirtschaft.
Der BDI wird stark von chinesischen Rohstoffimporten beeinflusst und spiegelt nur einen Aspekt des Frachtgeschäfts wider. Der HARPEX misst dagegen die Tonnage in einem breiteren Marktsegment, dem Containertransport. Hier werden nicht Schüttgüter wie Kohle und Eisenerz erfasst, sondern Konsum- und Industrieprodukte. Der HARPEX ist näher am Konsum und nicht frühzyklisch wie der BDI.
Je größer die Anzahl der zu verschiffenden Container ist, desto größer ist die Nachfrage nach Containerschiffen und desto höher der Charterpreis. Eine Aufwärtsbewegung des HARPEX signalisiert einen Anstieg des globalen Handels, eine Abwärtsbewegung das Gegenteil. Der HARPEX ist leicht positiv mit den Aktienmärkten und leicht negativ mit den Rentenmärkten korreliert.
Über 90 Prozent des Welthandels, fast 95 Prozent des Außenhandels der Europäischen Union und nahezu 70 Prozent des deutschen Im- und Exports werden über den Seeweg abgewickelt. Die vom HARPEX erfassten Containerschiffe besitzen einen Anteil von 14 Prozent am Schiffsmarkt.

## Charterraten
In die Berechnung des HARPEX fließen alle am weltweiten Zeitchartermarkt getätigten Abschlüsse ein, die eine definierte Mindestgeschwindigkeit (17 bis 24 Knoten) sowie minimale Laufzeit (3 Monate) und maximale Laufzeit (48 Monate) erfüllen. Keine Berücksichtigung finden Charterabschlüsse, die in Verbindung mit einem Schiffsneubau, mit Sale-Lease-Back-Transaktionen oder der Ausübung von Optionen stehen.
Bei einer Zeitcharter stellt der Schiffseigentümer (Eigner) das betriebsbereite, ladefähige und bemannte Schiff dem Charterer für einen definierten Zeitraum zur Verfügung. International üblich wird eine Charterrate (Mietzins) in US-Dollar pro Nutzungstag vereinbart und berechnet. Der Eigentümer bleibt für den technischen Zustand des Schiffes verantwortlich und hat das Schiff während des Zeitraumes instand zu halten. Er kann die Bereederung selbst ausführen oder einem Dritten übertragen, dem sogenannten Vertragsreeder.
Kann das Schiff während des Nutzungszeitraumes beispielsweise aufgrund einer Dockung oder eines technischen Defekts nicht genutzt werden, wird das Schiff „off-hire“, das heißt, der Charterer zahlt für diesen Zeitraum keine Charter. Bei dieser Art eines Charters ist das Risiko von Verspätungen auf Seiten des Charterers.

## Geschichte

### Historischer Überblick
Der HARPEX wurde 2004 erstmals veröffentlicht und bis zum 4. Januar 1986 auf einen Basiswert von 800 Punkten zurückgerechnet. Das weltweite Wirtschaftswachstum Ende der 1980er Jahre führte zu einem Anstieg der Charterraten. Nach einem Fall auf 600 Punkte Mitte 1986 verdoppelte sich der Index bis 1989 auf 1.200 Punkte. Zwischen 1989 und 1995 verblieb der HARPEX in einer Handelsspanne von 1.000 bis 1.300 Punkten. Am 7. Oktober 1995 stieg der Index auf einen Rekordstand von 1.289 Punkten.
Während mehrerer Wirtschaftskrisen zwischen 1997 und 1999 (Asienkrise, Russlandkrise, Brasilienkrise) verlor der Index an Wert. Am 20. Februar 1999 stand der HARPEX bei 562 Punkten und damit 56,4 Prozent tiefer als im Oktober 1995. Am 2. September 2000 schloss der Index bei 1.132 Punkten. Während der Rezession 2001/2002 sank der HARPEX erneut. Am 12. Januar 2002 wurde ein Wert von 485 Punkten ermittelt. Das entspricht einem Rückgang gegenüber September 2000 um 57,2 Prozent.
Die Zunahme der Nachfrage nach Transportleistungen aus Asien und das anhaltende Wirtschaftswachstum in der Volksrepublik China und Indien ließen den Index in den folgenden drei Jahren stark ansteigen. Am 19. März 2005 wurde ein Allzeithoch von 2.183 Punkten erzielt. Das entsprach seit Januar 2002 einem Anstieg um 350,1 Prozent.
Die internationale Finanzkrise ab 2007 führte zu einer globalen Senkung der Nachfrage an Containertransporten. Im Dezember 2009 lag der prozentuale Anteil der nicht genutzten Containerschiffe bei 11,7 Prozent und damit auf dem höchsten je registrierten Stand. Raten um die 10 Prozent der Weltcontainerflotte gelten nach Angaben des Branchendienstes ASX Alphaliner als historisch hoch.
Bereits 2 Jahre vor Beginn der Finanzkrise begann der HARPEX zu fallen. Am 4. Oktober 2008 sank er mit 957 Punkten erstmals seit 5 Jahren unter die Grenze von 1.000 Punkten. Am 7. Februar 2009 wurde mit 489 Punkten zum ersten Mal seit 2002 die Marke von 500 Punkten unterschritten. Am 26. Dezember 2009 fiel der Index auf ein Allzeittief von 317 Punkten. Seit dem Allzeithoch vom März 2005 beträgt der Verlust 85,5 Prozent. Es ist der größte Sturz in der Geschichte des HARPEX.
Im Jahr 2010 kam es zu einem weltwirtschaftliche Aufschwung, unterstützt durch staatliche Konjunkturprogramme und ein starkes Wachstum in Asien. Die Verbesserung der konjunkturellen Rahmenbedingungen führte zu einem Anstieg der Charterraten im Containertransport. Der Index erholte sich seit dem Tiefststand von Ende Dezember 2009 und stieg bis zum 2. Oktober 2010 um 150,8 Prozent auf einen Wert von 795 Punkten. Im Januar 2011 wurde der HARPEX überarbeitet und nach der neuen Berechnungsmethode auf monatlicher Basis bis 2001 zurückgerechnet. Am 26. März 2011 markierte der Index mit 901 Punkten einen Jahreshöchststand.
Die Abschwächung der globalen Konjunktur, die nachlassende Wirtschaftstätigkeit in China und die Verschärfung der Eurokrise führten zu einem Einbruch der Containertransporte. Bis zum 15. Dezember 2012 fiel der HARPEX um 60,9 Prozent auf 352 Punkte.

### Schiffsindizes im Vergleich
Neben dem HARPEX gibt es weitere Indizes, die die weltweite Entwicklung der Charterraten für Containerschiffe abbilden. Der HRCI (Howe Robinson Container Index) wird seit 1997 einmal wöchentlich vom Schiffsbroker Howe Robinson & Co. Ltd. in London veröffentlicht. Er betrachtet die Containerschiffe im Bereich von 510 bis 4.500 TEU. Den ConTex (Container Ship Time Charter Assessment Index) berechnet die Verband Hamburger und Bremer Schiffsmakler e. V. (VHSS) seit 2007 zweimal wöchentlich. Er wird für die Schiffstypen von 1.100 bis 4.250 TEU ermittelt.
Ein weiterer Index ist der China Containerized Freight Index (CCFI). Er wird von der Shanghai Shipping Exchange seit 1998 berechnet und zeigt wöchentlich die Frachtraten (Export) von Containertransporten, die von Exportweltmeister China auf Standardrouten in alle Welt verschifft werden. Der CCFI bildet die Entwicklung der Preise von Containertransporten ab, die von 10 chinesischen Häfen, darunter vom Hafen von Shanghai, dem größten Containerhafen der Welt, ausgehen.
Bei einem Vergleich der Entwicklung von HARPEX, HRCI und ConTex sind nur geringe Unterschiede festzustellen. Sie reagierten auf das Überangebot an Containerschiffen seit 2005 und den Rückgang der Transportleistungen während der Finanzkrise ab 2007 ähnlich stark. Sie verloren seit ihren Höchstständen zwischen 77 und 78 Prozent an Wert. Mit einem Verlust von 39 Prozent reagierten die Frachtraten des China Containerized Freight Index weniger stark auf die Krise.
Im Verlauf des Jahres 2010 erholten sich alle Schiffsindizes von ihren Tiefstständen während der Weltwirtschaftskrise. Mit der Abschwächung der konjunkturellen Entwicklung fielen die Indizes Ende 2011 auf den tiefsten Stand seit Ende 2009/Anfang 2010. Im Jahr 2012 verzeichneten nur die Frachtraten in China einen Preisanstieg. Am 18. Mai 2012 markierte der CCFI mit 1.335,86 Punkten ein Allzeithoch. Die Entwicklung von HARPEX, HRCI und ConTex blieb dagegen schwach.
Die Höchst- und Tiefststände der Indizes während der Finanzkrise ab 2007.
| Index                             | Höchststand in Punkten | Datum         | Tiefststand in Punkten | Datum         | Veränderung in % |
| --------------------------------- | ---------------------- | ------------- | ---------------------- | ------------- | ---------------- |
| HARPEX                            | 1.444,62               | 16. Feb. 2008 | 317,44                 | 26. Dez. 2009 | −78,1            |
| ConTex                            | 1.022,00               | 21. Feb. 2008 | 237,00                 | 17. Nov. 2009 | −76,8            |
| Howe Robinson Container Index     | 1.406,20               | 26. Sep. 2007 | 329,40                 | 25. Nov. 2009 | −76,6            |
| China Containerized Freight Index | 1.201,80               | 15. Feb. 2008 | 763,31                 | 26. Juni 2009 | −39,2            |

### Jährliche Entwicklung
Nachfolgend sind die jährlichen Höchst-, Tiefst- und Schlussstände sowie die jährliche Performance des HARPEX seit 1995 aufgeführt. Die Angaben beziehen sich bis zum 18. Dezember 2010 auf die ursprüngliche Zeitreihe. Am 25. Dezember 2010 stellte Harper Petersen & Co die Ermittlung der wöchentlichen Daten auf die neue Berechnungsmethode um.
| Jahr  | Höchststand | Tiefststand | Schlussstand | Veränderung in % |
| ----- | ----------- | ----------- | ------------ | ---------------- |
| 1994  | k. A.       | k. A.       | 977          |                  |
| 1995  | 1.289       | 1.107       | 1.229        | 25,8             |
| 1996  | 1.260       | 1.041       | 1.041        | −15,3            |
| 1997  | 1.126       | 948         | 964          | −7,4             |
| 1998  | 952         | 679         | 744          | −22,8            |
| 1999  | 877         | 562         | 769          | 3,4              |
| 2000  | 1.132       | 765         | 924          | 20,2             |
| 2001  | 989         | 515         | 515          | −44,3            |
| 2002  | 718         | 485         | 692          | 34,4             |
| 2003  | 1.212       | 686         | 1.091        | 57,7             |
| 2004  | 1.929       | 1.089       | 1.929        | 76,8             |
| 2005  | 2.183       | 1.279       | 1.279        | −33,7            |
| 2006  | 1.329       | 1.019       | 1.019        | −20,3            |
| 2007  | 1.444       | 1.029       | 1.341        | 31,6             |
| 2008  | 1.445       | 572         | 572          | −57,4            |
| 2009  | 572         | 317         | 317          | −44,6            |
| 2010  | 795         | 317         | 679          | 114,2            |
| 2011  | 901         | 389         | 389          | −42,7            |
| 2012¹ | 459         | 352         |              |                  |

¹ 31. Dezember 2012